# Tvrđava Kastel u Banjoj Luci
Tvrđava Kastel se nalazi u Banjoj Luci i predstavlja jednu od najstarijih građevina u Bosni i Hercegovini. Postoji malo informacija o tome tko i kada je sagradio Kastel ali po mnogim procjenama tvrđavu Kastel su najvjerojatnije sagradili Rimljani u 3. stoljeću, iako neki nalazi tvrde da je tvrđava izgrađena kasnije, tj. u 9. stoljeću nove ere. 
Tvrđava je sa svih strana opasana kamenim zidinama, na kojima su podignute puškarnice i osmatračnice, što govori da je u prošlosti bila veoma snažno vojničko utvrđenje.
Geološke iskopine raznolikih predmeta i novca na području grada, kojim su se služili stari Rimljani, učvršćuju tezu da se na mjestu tvrđave nalazilo rimsko vojničko naselje Castra. Smještena u graničnom pojasu između tadašnje Dalmacije i Panonije, Castra je pripadala Dalmaciji, kao njen najsjeverniji dio. 